# Wolfgang Fischer (Brigadegeneral)
Wolfgang Fischer (* 17. März 1935 in Berlin) ist ein Brigadegeneral außer Dienst des Heeres der Bundeswehr und war zuletzt Kommandeur der Artillerieschule in Idar-Oberstein.

## Leben

### Ausbildung und erste Verwendungen
Fischer trat am 1. April 1957 beim I. Bataillon/Feldartillerieregiment 2 (dem späteren Artillerieregiment 2) in der Deines-Bruchmüller-Kaserne in Lahnstein in die Bundeswehr ein und durchlief von 1957 bis 1959 als Offizieranwärter die Offizierausbildung zum Offizier des Truppendienstes der Artillerietruppe. Von 1959 bis 1963 folgten Verwendungen als Batterieoffizier, Feuerleitoffizier, S1 (Personal) und S2 (Militärisches Nachrichtenwesen) im Feldartilleriebataillon 55. Von 1963 bis 1969 war er Kompaniechef der Ausbildungskompanie 10/2 in der Dörnberg-Kaserne in Homberg (Efze), Batteriechef der 2. und 1. Batterie des Feldartilleriebataillons 45 in der Prinz-Eugen-Kaserne in Bad Arolsen-Mengeringhausen. Anschließend war er von 1969 bis 1971 stellvertretender Bataillonskommandeur des Feldartilleriebataillons 71 in der Sankt-Barbara-Kaserne in Dülmen.

### Dienst als Stabsoffizier
Von 1971 bis 1972 absolvierte Fischer im Generalstabslehrgang Heer an der Führungsakademie der Bundeswehr in Hamburg die Ausbildung zum Offizier im Generalstabsdienst. Danach war er von 1972 bis 1975 Bataillonskommandeur des Panzerartilleriebataillons 15 in der Yorck-Kaserne in Stadtoldendorf und von 1975 bis 1977 stellvertretender Regimentskommandeur des Artillerieregiments 7 in der Sankt-Barbara-Kaserne in Dülmen. Es folgten Verwendungen als stellvertretender Korpsartilleriekommandeur 3 in der Boelcke-Kaserne in Koblenz von 1977 bis 1980, Regimentskommandeur des Artillerieregiments 2 in der Lüttich-Kaserne in Kassel von 1980 bis 1982 und Kommandeur der Lehrgruppe A der Artillerieschule in der Rilchenberg-Kaserne in Idar-Oberstein von 1982 bis 1985. 

### Dienst als General
Fischer wurde 1985 Korpsartilleriekommandeur 3. Am 26. September 1991 übernahm er das Kommando über die Artillerieschule, das er bis zur Versetzung in den Ruhestand (24. März 1995) innehatte.

## Privates
Fischer ist verheiratet und hat eine Tochter.